# Kansas Saloon Smashers
Kansas Saloon Smashers er en amerikansk stumfilm fra 1901 af Edwin S. Porter.